# Масариков университет
Масариковият университет (на чешки: Masarykova univerzita) се намира в Бърно, Чехия. Член е на университетското обединение Утрехтска мрежа.
Основан е през 1919 година. Той е исторически 3-тият в страната след Карловия университет в Прага (1348) и Палацкия университет в Оломоуц (1573). По брой студенти заема 2-ро място след столичния университет.
Наименуван е на Томаш Масарик - първия президент на Чехословашката република и радетел за неговото създаване, виден историк, член-кореспондент на Британската академия. Носи името на чешкия биолог Ян Евангелиста Пуркине от 1960 до 1990 година.

## История
Важна роля за създаването на университета играе Томаш Масарик, по онова време професор в Карловия университет. Той отделя особено внимание на развитието на чехословашките висши училища и още през 1880-те години подчертава необходимостта от широка конкуренция в научната работа. Ето защо заявява, че за стимулиране развитието на единствения тогава чешки университет му е необходим конкурент. Това дълги години е сред неговите политически приоритети, за което го поддържат много професори, студенти и широка общественост.
Най-голям проблем се оказва изборът на място за новия чешки университет. Макар и да преобладават предпочитанията към Бърно, против е настроено населяващото го немско население. Осигурили си контрол над града, то се бои от отслабване на своето влияние. По тази причина конфликтите на национална почва довеждат до улични стълкновения през 1905 г.
Създаването на независима Чехословакия след разпада на Австро-Унгария осигурява благоприятни условия за основаване на новия университет. На 28 януари 1919 г. със закон № 50 Sb. той е учреден в състав от 4 факултета (юридически, медицински, природен и философски). До 1930 година обаче е построено здание само на Юридическия факултет.
Нацистката окупация нанася на университета тежки човешки и материални щети (например убити са или мъчени 1/4 от професорите на Природонаучния факултет). Нови репресивни мерки са наложени от страна на комунистическата власт след 1948 година – най-мащабни чистки са проведени в Юридическия факултет. Принудени са да напуснат 46 % от студентите и факултетът напълно е закрит през 1950 година.
След нежната революция през ноември 1989 година в университета са открити 4 нови факултета - по икономика, информатика, социални науки, физкултура и спорт, строи се университетски кампус.

## Структура
| Година на учредяване      | Факултет                              |
| ------------------------- | ------------------------------------- |
| 1919                      | Юридически факултет                   |
| 1919                      | Медицински факултет                   |
| 1919                      | Природонаучен факултет                |
| 1919                      | Философски факултет                   |
| 1946                      | Педагогически факултет                |
| 1952 (затворен през 1960) | Фармацевтичен факултет                |
| 1991                      | Факултет по икономика и администрация |
| 1994                      | Факултет по информатика               |
| 1998                      | Факултет по социални науки            |
| 2002                      | Факултет по физкултура и спорт        |

Към университета са създадени следните научни институти:
- Международен институт по политология
- Институт по изчислителна техника
- Средноевропейски технологичен институт CEITEC
- Музей „Грегор Мендел“

## Галерия
- Медицински факултет
- Факултет по информатика
- Философски факултет
- Философски факултет, MUNI
- Факултет по икономика и администрация
- Музей „Грегор Мендел“

## Известни личности
Преподаватели
- Роман Якобсон (1896–1982) – лингвист и литературен теоретик
- Ярослав Крейчи (1892–1956) – юрист и министър-председател на Протектората Бохемия и Моравия
- Матиас Лерх (1860–1922) – математик
- Арне Новак (1880–1939) – литературен историк
- Антонин Бартонек (1926–2016) – лингвист (старогръцки език)